# Sowiecka Formuła 3 Sezon 1976
1976 – siedemnasty sezon Sowieckiej Formuły 3.
Mistrzem został Władisław Barkowski, ścigający się BPS Estonią.

## Kalendarz wyścigów
| Runda | Data     | Tor     | Pole position | Najszybsze okrążenie             | Zwycięzca (kierowcy) | Zwycięzca (zespoły) |
| ----- | -------- | ------- | ------------- | -------------------------------- | -------------------- | ------------------- |
| 1–2   | 4 lipca  | Ryga    | ?             | ?                                | Władisław Barkowski  | Spartak Moskwa      |
| 1–2   | 4 lipca  | Ryga    | ?             | ?                                | Władisław Barkowski  | Spartak Moskwa      |
| 3–4   | 10 lipca | Tallinn | ?             | Enn Griffel Anatolij Alchimowicz | Enn Griffel          | Kalev Tallinn       |
| 3–4   | 10 lipca | Tallinn | ?             | Toomas Napa                      | Raul Sarap           | Kalev Tallinn       |

## Klasyfikacja kierowców
| Legenda oznaczeń w tabelach wyników Wyświetl szablon na nowej stronie | Legenda oznaczeń w tabelach wyników Wyświetl szablon na nowej stronie                                                                     |
| Oznaczenie                                                            | Wyjaśnienie |
| --------------------------------------------------------------------- | --- |
| Złoty                                                                 | Zwycięzca lub mistrzostwo |
| Srebrny                                                               | 2. miejsce lub wicemistrzostwo |
| Brązowy                                                               | 3. miejsce lub II wicemistrzostwo |
| Zielony                                                               | Ukończył, punktował (w klasyfikacji generalnej, gdy zdobył co najmniej jeden punkt na przestrzeni sezonu, poza trzema powyższymi opcjami) |
| Niebieski                                                             | Ukończył, nie punktował (w klasyfikacji generalnej, gdy nie zdobył co najmniej jednego punktu na przestrzeni sezonu)                      |
| Czerwony                                                              | Nie zakwalifikował się (NZ) |
| Czerwony                                                              | Nie prekwalifikował się (NPK) |
| Różowy                                                                | Nie ukończył (NU) |
| Różowy                                                                | Niesklasyfikowany (NS) (w klasyfikacji generalnej, gdy nie został sklasyfikowany w żadnym wyścigu sezonu)                                 |
| Czarny                                                                | Zdyskwalifikowany (DK) |
| Czarny                                                                | Wykluczony (WYK/EX) |
| Biały                                                                 | Nie wystartował (NW) |
| Biały                                                                 | Kontuzjowany (K/INJ) |
| Biały                                                                 | Wyścig odwołany (OD/C) |
| Bez koloru                                                            | Został wycofany (WYC/WD) |
| Bez koloru                                                            | Nie przybył (NP/DNA) |
| Bez koloru                                                            | Nie brał udziału w treningach (NT/DNP) |
| Bez koloru                                                            | Nie został zgłoszony (–) |
| Pogrubienie                                                           | Start z pole position |
| Kursywa                                                               | Najszybsze okrążenie wyścigu |
| †                                                                     | Nie ukończył, ale jego rezultat został zaliczony ze względu na przejechanie więcej niż 90% dystansu wyścigu.                              |
| *                                                                     | Sezon w trakcie |
| 1/2/3                                                                 | Punktowana pozycja w sprincie kwalifikacyjnym                                                                                             |
| Lista systemów punktacji Formuły 1                                    | |

| Poz. | Kierowca              | Zespół                 | RGA | RGA | TLN | TLN | Punkty |
| ---- | --------------------- | ---------------------- | --- | --- | --- | --- | ------ |
| 1    | Władisław Barkowski   | Spartak Moskwa         | 1   | 1   | 5   | 3   | 280    |
| 2    | Enn Griffel           | Kalev Tallinn          | 2   | 2   | 1   | 19  | 280    |
| 3    | Toomas Napa           | Jõud Tallinn           | 3   | 3   | 3   | 2   | 255    |
| 4    | Anatolij Alchimowicz  | DOSAAF Mińsk           | 5   | 6   | 6   | 4   | 210    |
| 5    | Raul Sarap            | Kalev Tallinn          | 16  | NU  | 4   | 1   | 205    |
| 6    | Władimir Glurdżidze   | Spartak Tbilisi        | 8   | 4   | 7   | 5   | 203    |
| 7    | Walerij Łukaszewicz   | DOSAAF Mińsk           | 6   | 5   | 8   | 7   | 192    |
| 8    | Antanas Juriavičius   | DOSAAF Kowno           | 4   | 22  | 9   | 11  | 167    |
| 9    | Aleksandr Katieniew   | Spartak Moskwa         | 9   | 10  | 9   | 8   | 151    |
| 10   | Edgard Lindgren       | DOSAAF Moskwa          | 11  | 8   | 14  | 9   | 146    |
| 11   | Aleksandr Kuczerenko  | Spartak Moskwa         | 13  | 7   | 12  | NU  | 140    |
| 12   | Elmo Salm             | DOSAAF Ryga            | NU  | 11  | 2   | NU  | 133    |
| 13   | Mait Luha             | Jõud Tallinn           | 15  | 14  | 13  | 6   | 132    |
| 14   | Mark Balezin          | DOSAAF Moskwa          | 7   | 12  | NU  | -   | 100    |
| 15   | Siergiej Szachbazjan  | Spartak Krasnodar      | 14  | 13  | 17  | 14  | 97     |
| 16   | Władimir Zelenkow     | Spartak Leningrad      | 19  | 20  | 15  | 10  | 95     |
| 17   | Aleksandr Filippowicz | Spartak Krasnodar      | 12  | NU  | 11  | NU  | 87     |
| 18   | Imant Barda           | Daugava Kandava        | 18  | 17  | 16  | 13  | 82     |
| 19   | Nikołaj Bachankow     | Spartak Kijów          | 24  | 16  | 20  | 16  | 64     |
| 20   | Jurij Szibajew        | Spartak Leningrad      | 17  | 15  | NU  | -   | 55     |
| 21   | Rein Miller           | DOSAAF Tallinn         | 9   | NU  | NU  | -   | 53     |
| 22   | Wiktor Iwanow         | DOSAAF Wilno           | 25  | 10  | NU  | -   | 52     |
| 23   | Indulis Rukuts        | Daugava Ryga           | NU  | -   | 22  | 12  | 47     |
| 24   | Peteris Mežaks        | Daugava Ryga           | 22  | 21  | 19  | 18  | 47     |
| 25   | Jurij Sobol           | Spartak Leningrad      | -   | -   | 18  | 15  | 46     |
| 26   | Siergiej Nencho       | Spartak Kijów          | 20  | 18  | -   | -   | 38     |
| 27   | Witalij Biriukow      | Spartak Woroszyłowgrad | 21  | 19  | NU  | -   | 32     |
| 28   | Igor Naumczenko       | Spartak Kijów          | NU  | -   | 21  | 17  | 31     |
| 29   | Walentin Sannikow     | Spartak Janów          | 23  | -   | -   | -   | 10     |